# Csizmadia Tibor
Csizmadia Tibor (Budapest, 1953. június 7. –) Jászai Mari-díjas magyar rendező, színházigazgató, művészeti vezető, egyetemi tanár.

## Életpályája
Szülei: Csizmadia Károly és Tóth Mária. Tanulmányait a Színház- és Filmművészeti Főiskolán végezte 1978-1983 között. 1982-1988 között a szolnoki Szigligeti Színház rendezője, 1985-1988 között főrendezője volt. 1988-1991 között, illetve 1996-2001 között szabadfoglalkozású művészként dolgozott. 1991-1996 között a Budapesti Kamaraszínház művészeti vezetője volt. 2001 óta óraadó a Színház- és Filmművészeti Egyetemen. 2001-2011 között az egri Gárdonyi Géza Színház igazgató-főrendezője volt. 2007-től a Magyar Színházi Társaság elnöke. 2008 óta egyetemi tanársegéd, és a bábrendező szak osztályvezető tanára. 2018-ig a Színház- és Filmművészeti Egyetem Színházművészeti Intézetének vezetője volt. 2021-ben távozott az intézményből.

## Magánélete
Első házasságából Borbála (1978) lánya született, majd 1996-ban feleségül vette a színésznő Bozó Andreát, akitől Benedek nevű fia született 1997-ben.

## Rendezései

### Színház
A Színházi Adattárban regisztrált bemutatóinak száma: 75.
| - Brecht: A városok sűrűjében (1981) - Sternheim: A kazetta (1982) - Fejes Endre: Vonó Ignác (1983) - Mészöly Miklós: Hovámész (Jelentés egy sosemvolt cirkuszról) (1983) - Dunajevszkij: Szabad szél (1983) - Jarry: Übü király (1984) - Mészöly Miklós: Nimwégai Márika csudálatos kalandjai egy kanördöggel (1984) - Botho Strauss: Ó, azok a hipochonderek (1984) - Chase: Miss Blandish nem kap orchideát (1985) - Dosztojevszkij: A játékos (1985) - Menken: Rémségek kicsiny boltja (1985) - Genet: Cselédek (1985, 1992) - Csurka István: Deficit (1985) - Déry Tibor: Tanúk (1986) - William Shakespeare: Szentivánéji álom (1986) - Spiró György: A kínkastély (1987) - Móricz Zsigmond: Nem élhetek muzsikaszó nélkül (1987, 1997) - Sultz Sándor: A hattyú halála, avagy a hosszú széklet (1987) - Simon: Furcsa pár (1988) - Döme Zsolt: Rákóczi tér (1988) - William Shakespeare: A windsori víg nők (1989) - Danek: Negyven gonosztevő és egy darab ártatlanság (1989) - Molnár Ferenc: Játék a kastélyban (1989) - Jókai Mór: A hulla férje (1991) - Burgess: Mechanikus narancs (1991) - Sosztakovics: Rayok (1992) - Pasolini: Mámor (1992) - Bertolt Brecht: Koldusopera (1993) - Sztrugackij-Tarkovszkij: Stalker (1993) - William Shakespeare: A makrancos hölgy (1994) - Mártha István: Az üvegfúvó álma (1994) - Ravel: F-dúr vonósnégyes (1994) - Gozsdu Elek: Lepkék a kalapon (1994) - Osborne: Redl (1995) | - Vörösmarty Mihály: Csongor és Tünde (1996) - Szomory Dezső: Bella (1997) - Gogol: A köpönyeg (1997, 1999) - Boyle: Sekély sírhant (1998) - Nagy András: Knédli (Négy Habsburg-recept) (1999) - Bernhard: Isten éltessen, Borisz! (1999) - William Shakespeare: III. Richárd (1999) - Marber: Egymásban (2001) - Jókai Mór: Az aranyember (2001) - Hoffmann: Diótörő (2001) - Carlo Goldoni: A kávéház (2002) - García Marquez: Száz év magány (2003) - Kőrösi Zoltán: Galambok (2003) - William Shakespeare: Otelló Gyulaházán (2003) - Békés Pál: A félőlény (2004) - Toepler Zoltán: A látszat dzsal (2004) - MacDermot: Hair (2005) - Goethe: Faust (2006) - Gyárfás Miklós: Tanulmány a nőkről (2006) - Bacsó Péter: Te rongyos élet (2006) - Henrik Ibsen: Peer Gynt (2007) - Márton László: A nagyratörő (2008) - Eisemann Mihály: Fekete Péter (2008) - William Shakespeare: Rómeó és Júlia (2008) - Márton László: Az állhatatlan (2008) - Kander: Chicago (2009) - Márton László: A törött nádszál (2010) - Kastner: Május 35 avagy Konrád a Csendes-óceánhoz lovagol (2010) - Bulgakov: A Mester és Margarita (2010) - Molnár Ferenc: Olympia (2011) - Huxley: Szép új világ (2011) - Bernhard: A színházcsináló (2012) - Székely Csaba: Bányavirág (2012) |

### Hangjáték
- Shakespeare: A windsori víg nők (1995)

## Filmjei
- Petőfi '73 (1973)

## Díjai
- Jászai Mari-díj (1992)
- Bezerédj-díj (2007)
- A Magyar Köztársasági Érdemrend lovagkeresztje (2009)